# GNK 디나모 자그레브 II
GNK 디나모 자그레브 II(크로아티아어: Građanski nogometni klub Dinamo Zagreb II)는 크로아티아의 축구 클럽이다. 또한 GNK 디나모 자그레브의 리저브팀으로 활동 중이다.

## 선수 명단

### 현역
참고: FIFA 자격 규정에 따라 소속된 국가대표팀 국기를 표시합니다. 선수는 복수의 FIFA 비회원국 국적을 가지고 있을 수 있습니다.
| 번호 | 포지션 | 국적 | 이름 |
| ---- | ------ | ---- | ---- |

| 번호 | 포지션 | 국적     | 이름          |
| ---- | ------ | -------- | ------------- |
| -    | FW     | 세르비아 | 루카 빅보이   |
| -    | FW     |          | 라이언 셰플러 |

## 역대 감독
| 감독        | 임기        |
| ----------- | ----------- |
| 스레텐 추크 | 2014 ~ 2015 |